# ≠ (cali≠gariのアルバム)
『≠』（ジュウイチジャナイ）は、日本のロックバンド、cali≠gariのメジャー1枚目のミニアルバム。消費期限終了記念ミニアルバム。全新曲6曲が収録。通称ニュウチビアルバム。また、活動復帰後の初のミニアルバム、第7期cali≠gariにして10枚目のアルバムである。2010年3月17日発売。

## 概説
- 消費期限終了記念ミニアルバム。通称ニュウチビアルバム。全新曲6曲が収録。読み方は「ジュウイチジャナイ」と読む。
- これまで（第7期）の全ミュージックビデオを収録したカリ≠ガリ　AVカタログ（DVD）付の姑息盤、東京地下室16階のライブ映像と秘蔵ドキュメントを収録したブトーレグ（DVD）付の卑劣盤、何の添加物も無い良心盤の3タイプで販売された。

## 収録曲

### CD
1. 反ッ吐
作詞・作曲：石井秀仁、編曲：カリ≠ガリ
2. マネキン
作詞・作曲：桜井青、編曲：カリ≠ガリ
3. 散影
作詞・作曲：石井秀仁、編曲：カリ≠ガリ
4. 新奇テキスト
作詞・作曲：石井秀仁、編曲：カリ≠ガリ
5. オーバーナイトハイキング
作詞・作曲：桜井青、編曲：カリ≠ガリ
6. クロニックダンス
作詞：Blue=Blossom、作曲：村井研次郎、桜井青、編曲：カリ≠ガリ

### カリ≠ガリ AVカタログ(姑息盤のみ)
1. マネキン
制作：大窪マサヒロ (Bear Force Craphics)
2. -踏-
制作：大窪マサヒロ (Bear Force Craphics)
3. 青春狂騒曲
制作：山田秀人
4. 舌先3分サイズ
制作：八若直洋(SEP)
5. ハイカラ・殺伐・ハイソ・絶賛
制作：山田秀人
6. マグロ〜明和電機版〜
制作：高橋栄樹
7. マグロ〜18禁裏ビデオ簿消し版〜
制作：山田秀人
8. 近代的コスメ唱歌
制作：山田秀人
9. ゼリー
制作：山田秀人
10. ブルーフィルム
制作：山田秀人

### ブトーレグ 東京地下室 ～地価16階～(卑劣盤のみ)
1. あまり見ないで下さい
2. ゼリー
3. 出来たら見ないで下さい
4. マッキーナ
5. 本当に見ないで下さい
6. 絶対に見ないで下さい
7. 混沌の猿
8. もういいです
9. マグロ
10. 渋谷駅ハチ公前
カリ≠ガリ　消費期限偽造発覚　当時映像

## DVD製作スタッフ
姑息盤

- DVD編集/大西　輝明(FLAIR)
- DVDメニュー/大窪　マサヒロ(Bear Force Craphics)
- DVDマスタリングエンジニア/川元　綾子(FLAIR)
- DVDオーサリングエンジニア/羽入田　洋平(FLAIR)
- DVDマスタリング＆オーサリングスタジオ/FLAIR MASTERING

卑劣盤

- DVD編集/山田　秀人
- DVDメニュー/大窪　マサヒロ(Bear Force Craphics)
- DVDマスタリングエンジニア/川元　綾子(FLAIR)
- DVDオーサリングエンジニア/羽入田　洋平(FLAIR)
- DVDマスタリング＆オーサリングスタジオ/FLAIR MASTERING